# Jardín Guerrero (San Luis Potosí)
El Jardín Guerrero o Plaza de San Francisco es un espacio público ubicado en el centro histórico de la ciudad de San Luis Potosí, San Luis Potosí, México. La plaza es catalogada como monumento histórico por el Instituto Nacional de Antropología e Historia (INAH) para su preservación.

## Historia
El Jardín Guerrero era el atrio del exconvento de San Francisco, la más importante de la parte norte de México. Fue dividido a raíz de las Leyes de Reforma. El convento quedó mutilado para prolongar la calle Galeana. En 1979 el jardín fue peatonalizado para integrarlo con la Iglesia de San Francisco y el Museo Regional Potosino. En el centro se encuentra una fuente de bronce que la adorna y es obra del escultor Joaquín Arias Méndez.
En 2019 en el jardín se exhibió la obra «Tres cabezas monumentales» de Javier Marín. Está compuesta por las tres esculturas «Cabeza Chiapas», «Cabeza Córdova» y «Cabeza Vainilla». Se eligió el jardín para promover su uso como un espacio cultural. En 2020 se cayó un árbol del jardín debido a fuertes vientos.

## Entorno
El Jardín Guerrero se encuentra rodeado de edificios de relevancia histórica y cultural. Entre ellos se encuentra Iglesia de San Francisco, el Templo de la Tercera Orden y el Templo del Sagrado Corazón de Jesús, todas partes del exconvento de San Francisco. También destacan la Iglesia Nacional Presbiteriana y la Residencia de Juan Hernández Ceballos que ahora sirve como la sede de la Secretaría de Cultura del Estado de San Luis Potosí. La Iglesia de San Francisco tiene uno de los mejores ejemplos del barroco estípite de la ciudad junto al Templo de Nuestra Señora del Carmen y la Capilla de Aranzazú. Los franciscanos originalmente se asentaron donde se encuentra el Edificio Central de la UASLP en 1588 pero después se mudaron a su ubicación actual. Comenzaron a construir su nuevo convento en 1591 cuando se fundó San Luis Potosí. La ubicación de varios templos en este espacio desde la época virreinal ha hecho que se considere una ciudadela religiosa.

## Esculturas
El costado norte tiene una escultura del presidente Vicente Guerrero. Es una obra del escultor Jesús F. Contreras que data del siglo XIX. En la placa del monumento se puede leer «Independencia o Muerte».
El extremo oriente frente a la Avenida Universidad cuenta con la escultura de «Juan del Jarro». Es una escultura tallada en bronce obra del escultor Mario Cuevas. La escultura representa a Juan de Dios Azios Ramírez. Era un vagabundo filósofo y vidente. Era muy conocido por su humanidad hacia otras personas pobres y su inteligencia. Lo apellidaron Jarro no por ser un borracho sino porque siempre cargaba un jarro. Siempre llevaba un sombrero y con los años lo pintaban de loco pero aun así era tan querido que siempre era invitado a los hogares de muchos, ya ricos o pobres.

## Galería

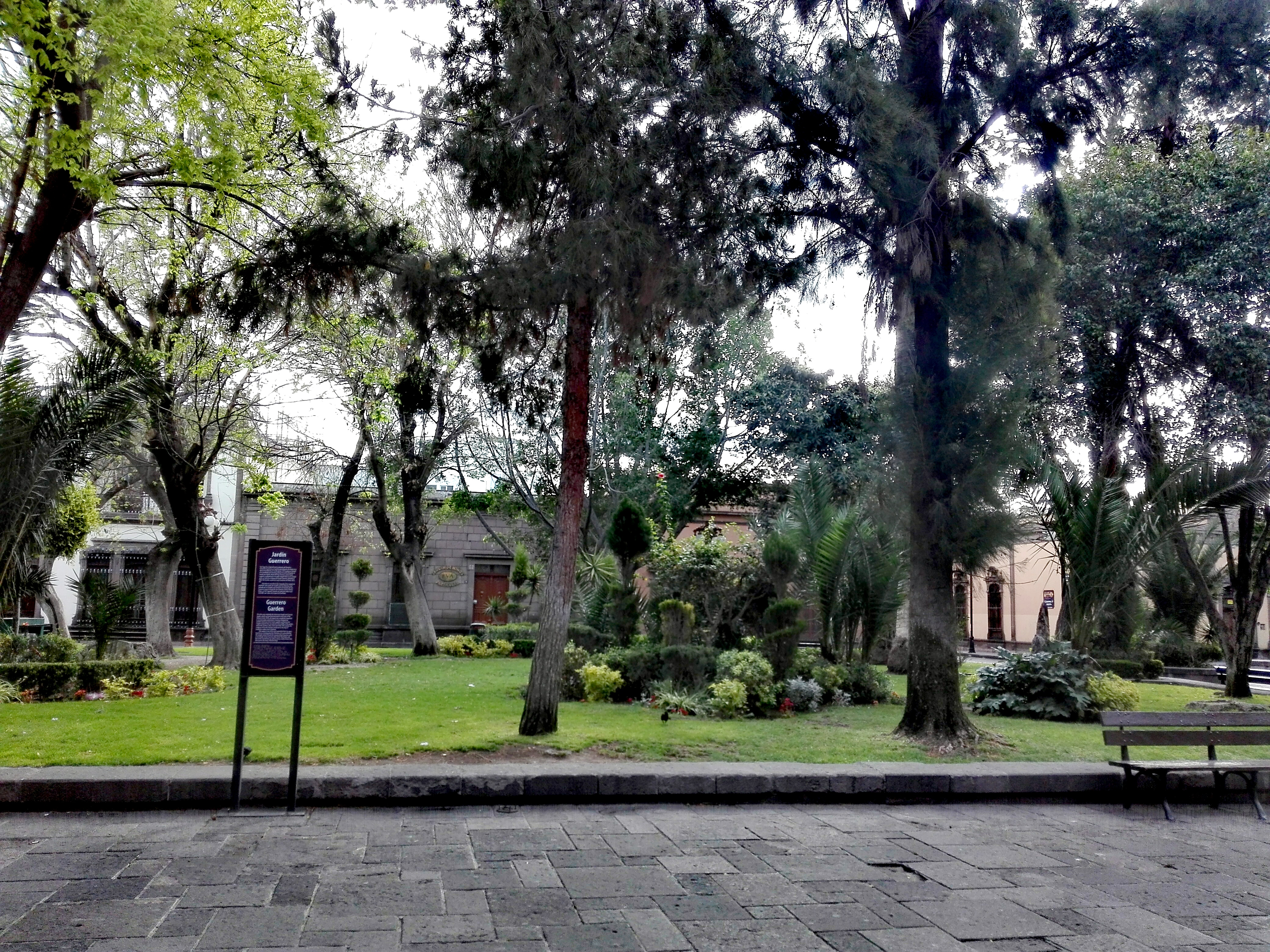
Vista del jardín.
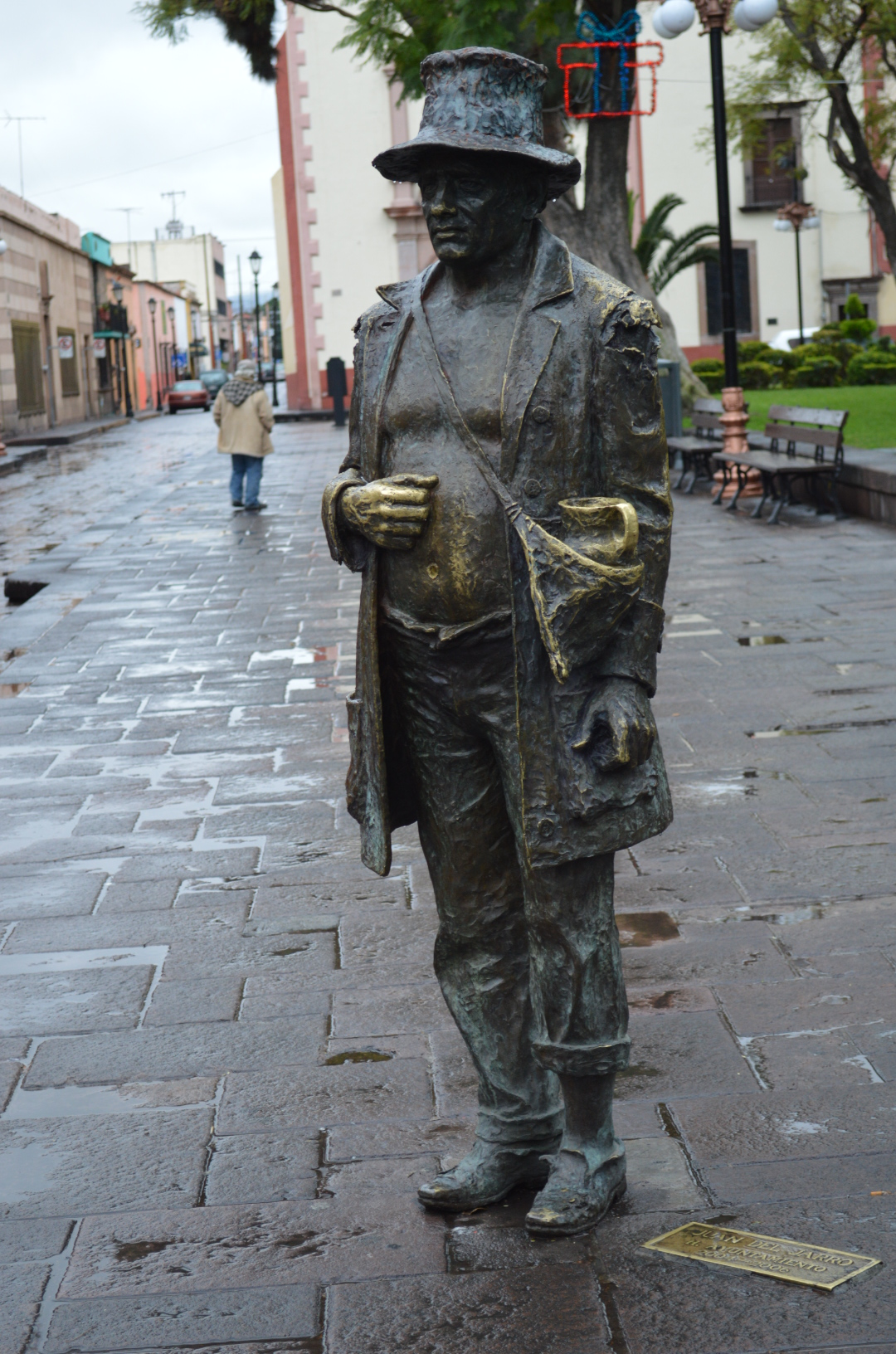
Juan del Jarro.
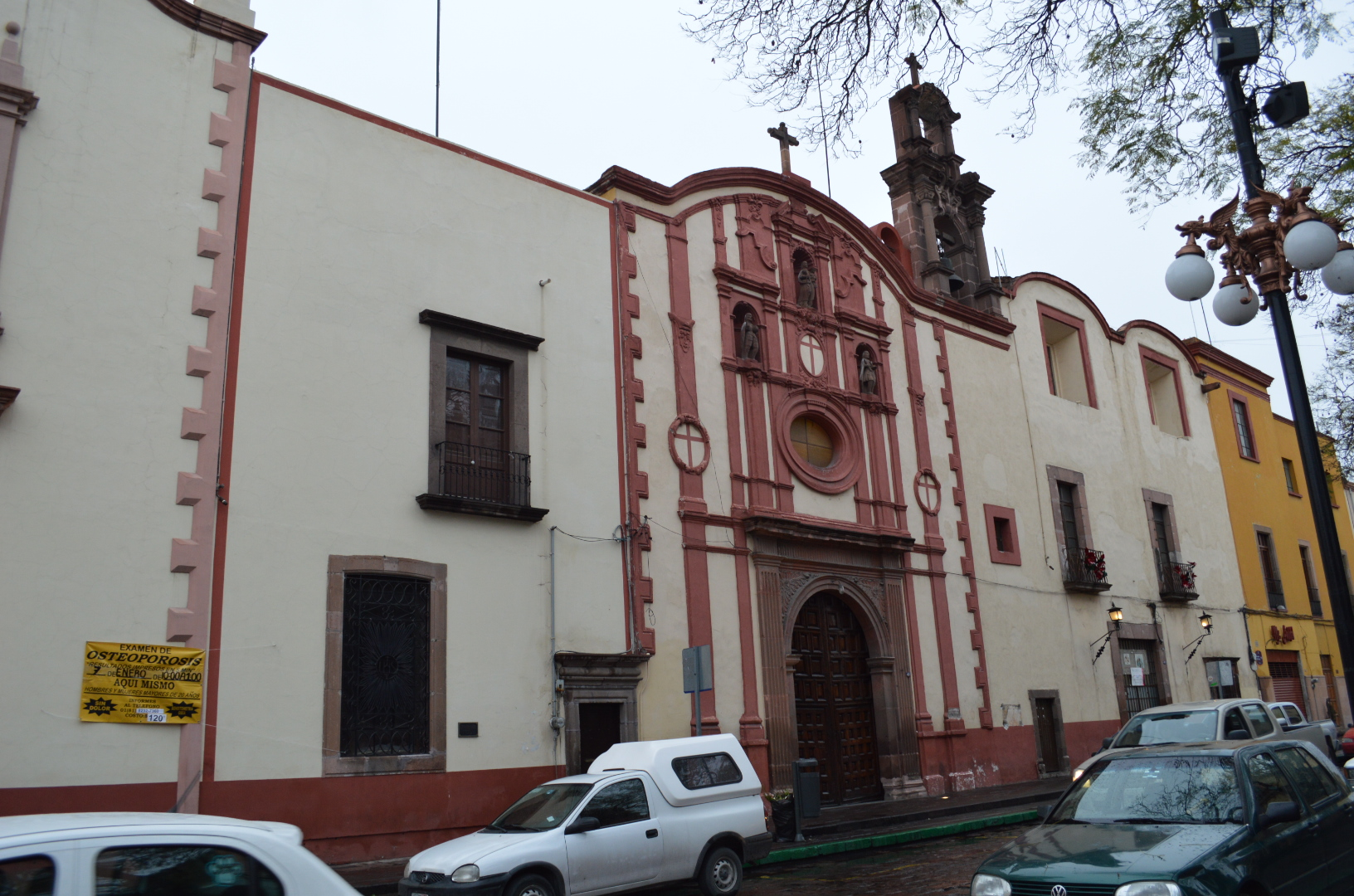
Templo de la Tercera Orden.
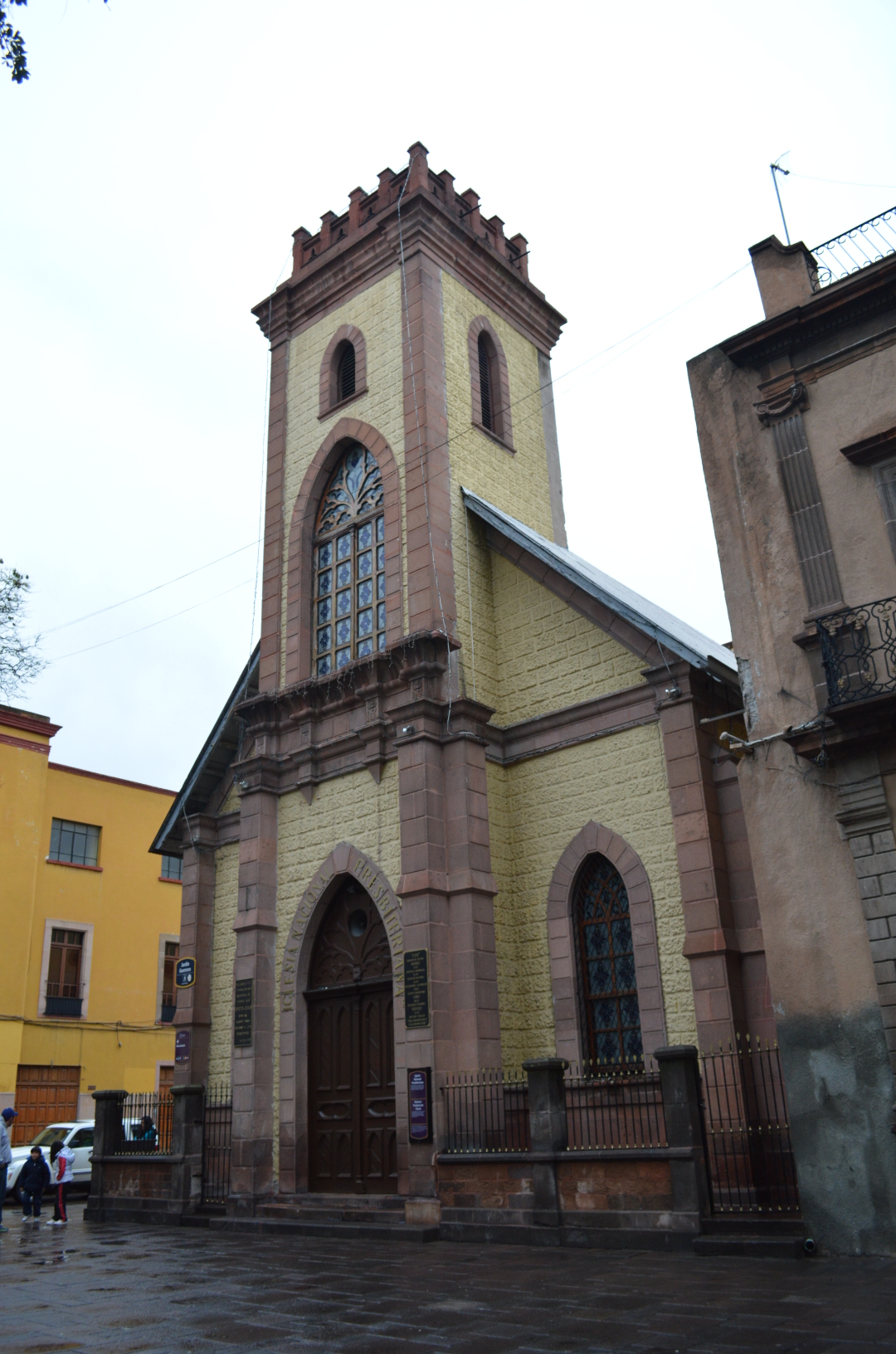
Iglesia Nacional Presbiteriana.
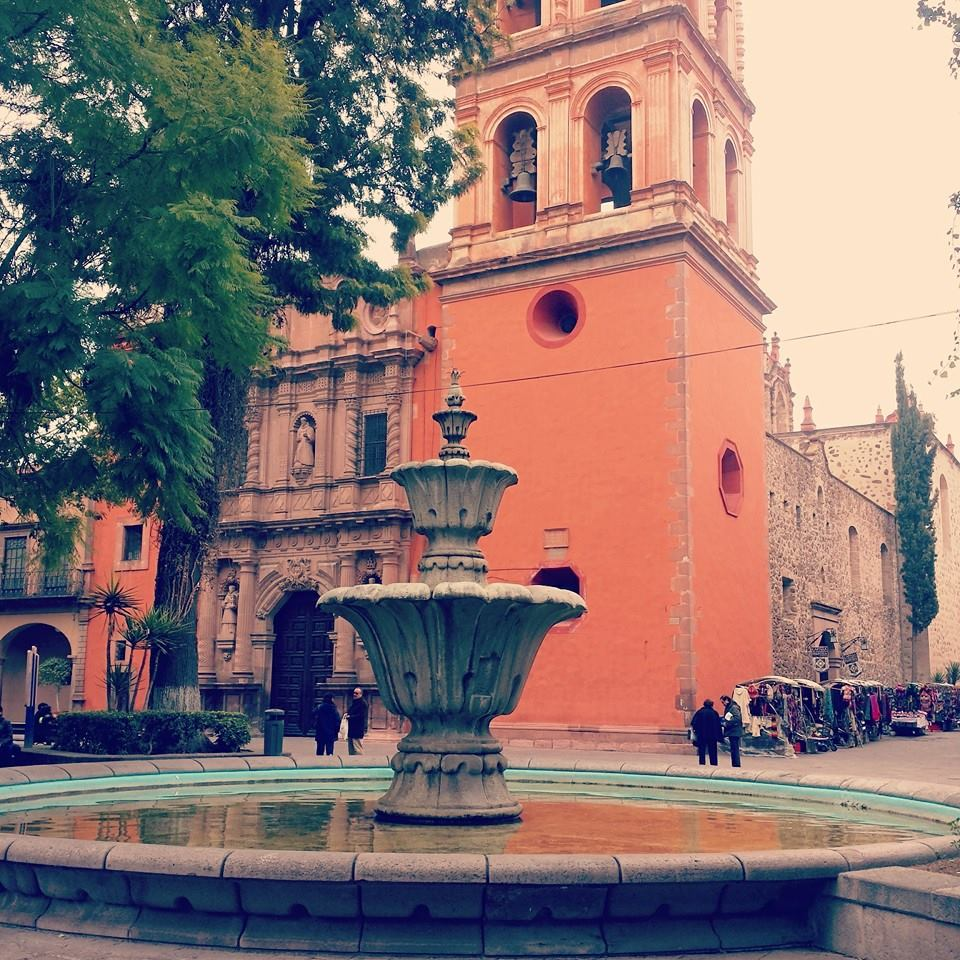
Iglesia de San Francisco.
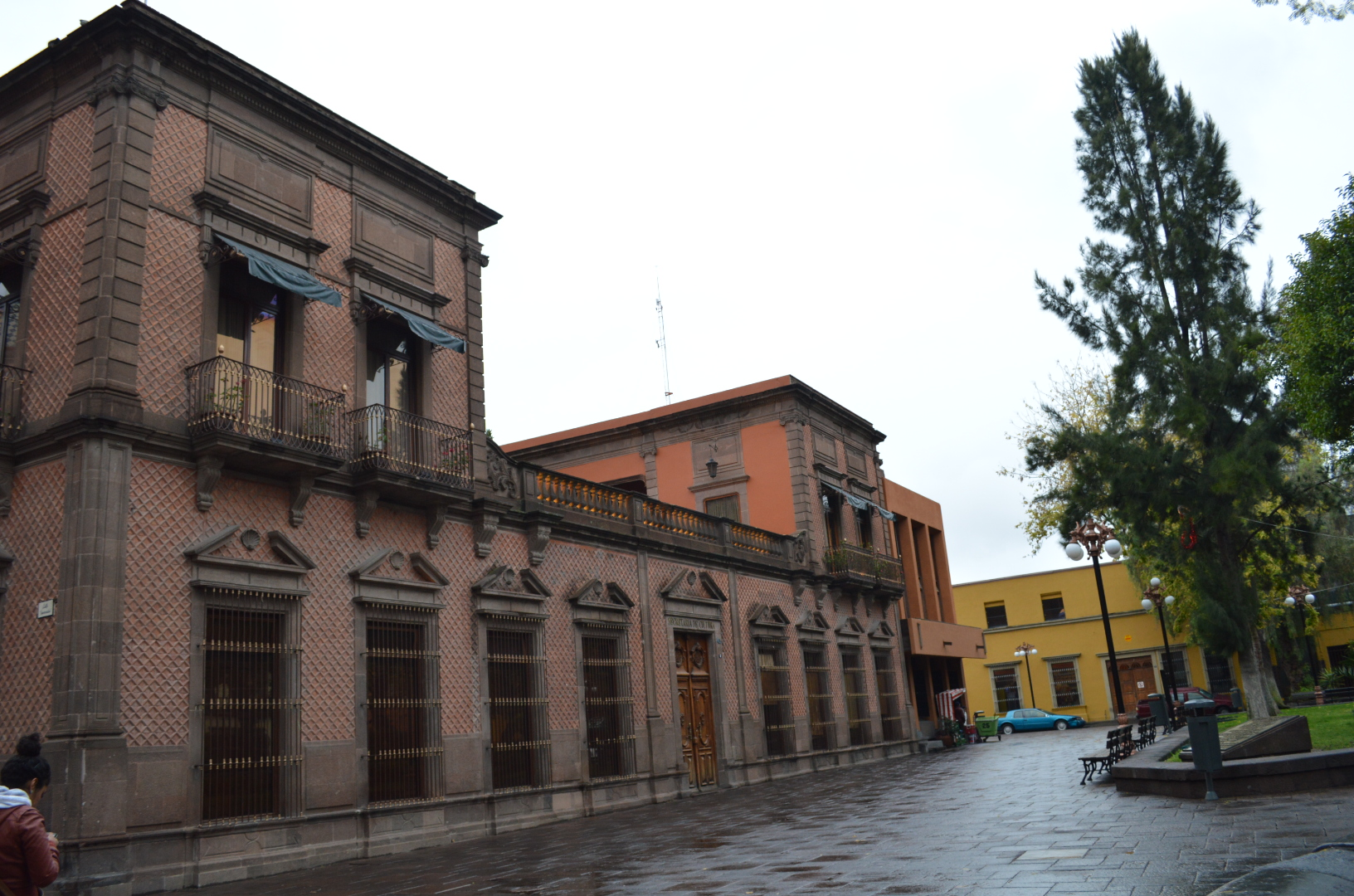
Residencia de Juan Hernández Ceballos.
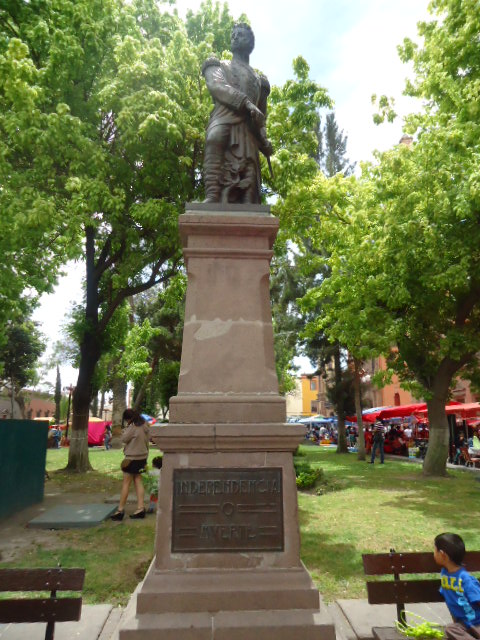
Monumento a Guerrero.